# Parafia św. Teresy z Avila w Jurkowie
Parafia świętej Teresy z Avila w Jurkowie – parafia rzymskokatolicka, znajdująca się w diecezji kieleckiej, w dekanacie wiślickim.